# پایگاه هوایی رامشتاین
پایگاه هوایی رامشتاین (Ramstein) پایگاه هوایی متعلق به نیروی هوایی ایالات متحده آمریکا و نیروهای ناتو در خاک آلمان است، که برای فرماندهی حمله هوایی به کشورهای عراق، یمن، سومالی و هر کشوری در این منطقه که مشکوک به فعالیت‌های تروریستی باشد، مورد استفاده قرار می‌گیرد. ستاد فرماندهی نیروی هوایی سوم و فرماندهی هوایی متفقین در این پایگاه قرار دارد.